# Palacios del Sil (kommunhuvudort)
Palacios del Sil är en kommunhuvudort i Spanien.   Den ligger i provinsen Provincia de León och regionen Kastilien och Leon, i den nordvästra delen av landet, 400 km nordväst om huvudstaden Madrid. Palacios del Sil ligger 873 meter över havet och antalet invånare är 1 343.
Terrängen runt Palacios del Sil är huvudsakligen kuperad, men åt sydost är den bergig. Palacios del Sil ligger nere i en dal. Runt Palacios del Sil är det mycket glesbefolkat, med 7 invånare per kvadratkilometer. Närmaste större samhälle är Villablino, 11,5 km nordost om Palacios del Sil. I omgivningarna runt Palacios del Sil växer i huvudsak blandskog.